# Élections générales saskatchewanaises de 2003
L'élection générale saskatchewanaise de 2003 (la 25e élection générale dans la province de la Saskatchewan (Canada) depuis sa création en 1905) se déroule le 5 novembre 2003 pour élire les 58 députés à l'Assemblée législative de la Saskatchewan. L'élection est déclenchée le 8 octobre par le premier ministre Lorne Calvert.

## Déroulement
Les enjeux principaux de la campagne sont l'émigration (la population de la province diminue constamment à cause des jeunes qui quittent la province pour chercher du travail), l'honnêteté et l'intégrité, la privatisation du transport en commun et des ressources énergétiques, et le prix des services publics.
À l'orée de la campagne, la popularité du Nouveau Parti démocratique de la Saskatchewan (NPD), au pouvoir, avait baissé à cause de controverses dans un certain nombre de dossiers. Dans cette province où les enjeux agricoles sont prédominants, les électeurs sont mécontents à cause d'une récolte médiocre, un été désastreux pour les producteurs bovins — les États-Unis avaient fermé leur frontière aux importations de bœuf canadien en raison de craintes relatives à la maladie de la vache folle. De plus, il avait été révélé qu'un ministre néo-démocrate avait induit le public en erreur sur la véritable nature de la SPUDCO, une compagnie de pommes de terre gérée par l'état mais caractérisée de façon erronée comme un partenariat public-privé.
Au cours de la campagne, le NPD est attaqué pour avoir produit une caricature qui est subséquemment paru dans les médias. La caricature montre le chef du Parti saskatchewanais Elwin Hermanson chargeant des partisans néo-démocrates sur des wagons de chemin de fer. La caricature reflète l'accusation que, s'il est élu, Hermanson remplacerait les employés du secteur public qui étaient des partisans néo-démocrates par des partisans de son propre parti. La campagne dans son ensemble a un ton très négatif. Le NPD accuse constamment le Parti saskatchewanais de cacher ses véritables intentions de privatiser les sociétés de la Couronne afin de financer des réductions d'impôts massifs pour les entreprises ; le Parti saskatchewanais a de la difficulté à réfuter ces allégations puisque plusieurs de ses membres font des commentaires qui semblent les confirmer.
Contrairement à la plupart des autres élections provinciales à se dérouler en 2003, l'élection saskatchewanaise est considéré comme étant trop serré pour en prédire le résultat jusqu'à ce qu'une grande proportion des bureaux de scrutin aient communiqué leurs résultats. La quatrième victoire consécutive du NPD, avec un gouvernement majoritaire en plus, en prend plusieurs par surprise ; plusieurs analystes croyaient en effet que le NPD souffrirait des mauvaises conditions préélectorales. Tous les membres du conseil des ministres sont réélus, à l'exception de deux qui avaient fait défection depuis le Parti libéral.
Malgré les rumeurs qui circulaient que le Parti libéral serait en position de détenir la balance du pouvoir dans un gouvernement minoritaire, le parti perd son unique siège à l'Assemblée législative.
Après son échec à mener son parti au pouvoir, Elwin Hermanson démissionne de la direction du Parti saskatchewanais le 18 novembre 2003.

## Résultats
| Parti | Parti                              | Chef            | # de candidats | Sièges | Sièges | Sièges  | Voix    | Voix    | Voix    |
| Parti | Parti                              | Chef            | # de candidats | 1999   | Élus   | % Diff. | #       | %       | % Diff. |
| ----- | ---------------------------------- | --------------- | -------------- | ------ | ------ | ------- | ------- | ------- | ------- |
|       | Nouveau Parti démocratique         | Lorne Calvert   | 58             | 28     | 30     | +7,2 %  | 190 923 | 44,68 % | +5,95 % |
|       | Parti saskatchewanais              | Elwin Hermanson | 58             | 26     | 28     | +7,7 %  | 168 144 | 39,35 % | -0,26 % |
|       | Libéral                            | David Karwacki  | 58             | 1      | –      | –100 %  | 60 601  | 14,18 % | -5,97 % |
|       | Parti de l'Indépendance de l'Ouest | Bruce Ritter    | 17             | *      | –      | *       | 2 615   | 0,61 %  | *       |
|       | New Green Alliance                 | Ben Webster     | 27             | –      | –      | –       | 2 323   | 0,55 %  | -0,46 % |
|       | Indépendant                        | Indépendant     | 5              | 3      | –      | –100 %  | 1 997   | 0,47 %  | +0,37 % |
|       | Progressiste-conservateur          | Iris Dennis     | 11             | –      | –      | –       | 681     | 0,16 %  | -0,24   |
| Total | Total                              | Total           | 234            | 58     | 58     | -       | 427 284 | 100 %   |         |

Note :
* N'a pas présenté de candidats lors de l'élection précédente

## Source
- (en) Cet article est partiellement ou en totalité issu de l’article de Wikipédia en anglais intitulé « Saskatchewan general election, 2003 » (voir la liste des auteurs).